# جون روبنز سانبورن
جون روبنز سانبورن هو سياسي كندي، ولد في 1839، وتوفي في 13 يناير 1914. نشط حزبياً في الحزب الليبرالي الكندي. وقد انتخب عضو مجلس العموم الكندي.